# Pityeja
Pityeja is een geslacht van vlinders van de familie spanners (Geometridae), uit de onderfamilie Ennominae.

## Soorten
- P. fulvida Warren, 1909
- P. histrionaria Herrich-Schäffer, 1853
- P. magnifica Bastelberger, 1909
- P. nazada Druce, 1892
- P. pura Warren, 1894
- P. tigridata Warren, 1909